# Boris Kapitanovič Aleksandrov
Boris Kapitanovič Aleksandrov in russo Борис Капитонович Александров? (Vladikavkaz, 18 agosto 1889 – Mosca, 22 gennaio 1973) è stato un ingegnere sovietico.
Ingegnere fluviale, sistemò e plasmò il bacino fluviale del Volga consentendo così la costruzione di centrali idroelettriche.
Insegnante (1947-1963) di impianti idraulici a Mosca, ricevette l'ordine di Lenin.